# ANKF
All Nippon Kyūdō Federation (ANKF) (på japansk Zen Nihon Kyūdō Renmei) blev oprettet i 1948, som den øverste organisation for kyudo i Japan.

## Medlemsorganisationer
ANKF fungerer som paraplyorganisation for henholdsvis International Kyudo Federation (IKYF) samt European Kyudo Federation (EKF).
I Danmark repræsenteres ANKF kyudo af Dansk kyudoforbund (DKF), der er optaget i European Kyudo Federation.

## Formål
ANKF definerer kyudo som 'Buens Vej', en traditionel japansk disciplin, hvor den japanske bue benyttes i forbindelse med sport samt træning af krop og sind.

## Eksterne Links
- All Nippon Kyudo Federation Arkiveret 28. maj 2010 hos  Wayback Machine
- European Kyudo Federation Arkiveret 26. januar 2012 hos  Wayback Machine
- Danske Kyudo forbund Arkiveret 14. april 2012 hos  Wayback Machine